# Panolis juncta
Panolis juncta är en fjärilsart som beskrevs av Barend J. Lempke 1940. Panolis juncta ingår i släktet Panolis och familjen nattflyn. Inga underarter finns listade i Catalogue of Life.